# Sohna
Sohna è una città dell'India di 27.571 abitanti, situata nel distretto di Gurgaon, nello stato federato dell'Haryana. In base al numero di abitanti la città rientra nella classe III (da 20.000 a 49.999 persone).

## Geografia fisica
La città è situata a 28° 15' 0 N e 77° 4' 0 E e ha un'altitudine di 211 m s.l.m..

## Società

### Evoluzione demografica
Al censimento del 2001 la popolazione di Sohna assommava a 27.571 persone, delle quali 14.711 maschi e 12.860 femmine. I bambini di età inferiore o uguale ai sei anni assommavano a 4.567, dei quali 2.477 maschi e 2.090 femmine. Infine, coloro che erano in grado di saper almeno leggere e scrivere erano 17.270, dei quali 10.329 maschi e 6.941 femmine.